# Grañas
Grañas o San Mamed de Grañas (llamada oficialmente San Mamede das Grañas do Sor) es una parroquia del municipio de Mañón, en la provincia de La Coruña, Galicia, España.

## Localización
Grañas es una parroquia ubicada en el centro del ayuntamiento coruñés de Mañón en la comarca del Ortegal a 21 km de Puentes de García Rodríguez y a 18 km de Ortigueira.

## Toponimia
La palabra Grañas tiene en lengua gallega el significado de trabajo, granja y una alta extensión de bosque bajo. De alguna de estas acepciones debe derivarse el nombre de la parroquia. 

## Historia
En un documento de la época del Rey Alfonso IX relativo a la expansión del monasterio de Meira en la primera mitad del siglo XIII se entresaca este parágrafo: 'Realengum in terra de Sor et vocatur Sanctus Mames de Curru de Eguas
El Rey Alfonso XIII indultó a presos y bandoleros de aquel entonces y los derivó a Grañas que era una zona deshabitada, dividiéndola en 3 cuadrillas: Cuadrilla Alta, media y baja. El refrán dice "No concello de Mañón en cada casa o seu ladrón" ("En el municipio de Mañón, en cada casa su ladrón"). Uno de los bandoleros más célebres es Toribio Mamed Casanova, que nació en el lugar de Labrada en Grañas el 15 de febrero de 1882 y condenado a muerte por la Audiencia de La Coruña tras matar a la criada del párroco. Posteriormente fue indultado gracias a la intercesión de su madre ante el rey Alfonso XIII, aprovechando la visita del monarca a Santiago. También fue conocido por robar y ponerse el traje de muerto en una fiesta, hecho que produjo gran asombro en la España de aquel entonces.

###### Geografía
Grañas es la parroquia más meridional del ayuntamiento de Mañón. En el documento de la Real Única Contribución que se levantó en 1752 se puede leer textualmente: 

Esta feligresía tendrá de Levante a Poniente, legua y media, y de N. a S. legua y quarto y de circunferencia quatro leguas y un quarto de la otra que para caminarla se necesitan ocho horas por lo quebrado de la tierra; limda principiando por el Levante con el Soto que llaman "Do Frade" desde cuio sitio sigue al de la Rivera del Bispo, y de este sube a la puente pequeña de entrambas sores, dividiendo las feligresías de San Pantaleón de Cabanas y de San Pedro de Muras, desde donde sube por el río de Couce hasta el Serrón del mismo nombre y va a dar a la fuente Pallosa, dividiendo...

### División geográfica
Está dividida en tres cuadrillas, delimitadas por regatos: El Rego de Solloso separa la Cuadrilla de Arriba de la parroquia de Freijo en el ayuntamiento de Puentes de García Rodríguez; El límite este esta y la del medio va desde O Forno dos Mouros a Cal do Macho, por las quebradas de Brúa y Casateite; se separa de la Cuadrilla de Abajo por la quebrada del Rosario y termina por el norte contra la parroquia de Mañón desde el Cristo de Mouraz por los quebrados de las Minas dos Castros que bajan a Sanga. Por la banda del occidente linda con el ayuntamiento de Ortigueira, teniendo de límite la cumbre de la sierra de Faladoira. El extremo oriental va desde el puente de Ambosores, donde se juntan las cabeceras del río, y ya sigue el curso del Sor hasta O Cascón de Abaixo, junto a Ponte Segade.

### Superficie
La parroquia de Grañas abarca la mayor parte del municipio de Mañón, con una superficie de 33 km², que representa el 40% de extensión municipal. La cuadrilla de Arriba mide 902 hectáreas; la cuadrilla del Medio 1436 has., y la cuadrilla de Abajo 970 has. lo que viene a dar un total de 3.308 has.

### Orografía
La configuración orográfica es de pendientes suaves y llanuras, excepto la cuenca del Sor que hace contraste por las bravas estribaciones y las hondas quebradas preñadas de vegetación autóctona que aparte de madera ofrece un paisaje de verde hermosura.
La peña de Faladoira es la que da nombre a la sierra, que desde Puentes de García Rodríguez baja hasta hundirse en Estaca de Bares. La mayor altitud es de 617 m en las peñas de Faladoira. A Veiga da Besta alcanza los 481 m O Coto de Teixido se alza hasta 592 m. Al oeste de la Aguieira está A Pena da Corva, con 561 m
O Campo da Feira, cerca de la iglesia, centro referencial de toda la parroquia tiene una altitud de 475 m. La altitud más baja se encuentra en O Cascón de Abaixo, con 215 m.

### Ríos
Álvaro Cunqueiro decía que "o Sor é un dos sete ríos do Paraíso" ("el Sor es uno de los siete ríos del Paraíso"). Los principales afluyentes son el Santar y el Tras da Serra que se juntan en la Ribeira de Ambosores, a 295 m de altitud, donde el lecho principal comienza su recorrido hacia el mar a lo largo de 11 parroquias, que son 33 km hasta llegar al mar. Esta es la parroquia más bañada, con una impresionante ribera natural de 14.5 km de longitud. De ahí que la parroquia sea la capital del río Sor. En los años ochenta la asociación "Amigos do Sor", constituida con una directiva de todas las parroquias ribereñas, hizo una gran defensa del río y de su cuenca, ya que no se podía dejar en el abandono a uno de los ríos salmoneros y trucheros más limpios de España.

## Entidades de población
Entidades de población que forman parte de la parroquia:
- A Arrufana
- A Besta
- A Cabana
- A Cabana Vella
- A Graña Vella
- A Penela
- A Ribeira do Bispo
- Abeledo
- Aguieira (A Aguieira)
- Ambosores
- Arganzo
- Candedo
- Carballal (O Carballal)
- Casateite
- Castiñeiras
- Castros (Os Castros)
- Chao
- Coto (O Coto)
- Couce (O Couce)
- Currodeguas (Curro de Eguas)
- Curuxeira
- Grandarroiba
- Graña dos Carunchos (A Graña dos Carunchos)
- Gueimonde
- Iglesia (A Igrexa)
- Insua (A Insua)
- Labrada
- O Azcoito
- O Cal
- O Campo
- O Caxigal
- O Porto Vello
- Os Sendeños
- Pedrón
- Pesegueiro
- Rediz
- Rosario (O Rosario)
- San Martiño
- Silgada (A Silgada)
- Teixido
- Tras da Pena (Trala Pena)

## Despoblados
- Cadabal (O Cadaval)
- Cascón (O Cascón)

## Demografía
| Gráfica de evolución demográfica de As Grañas do Sor entre 2000 y 2022 |
|                                                                        |
| Población de derecho según el padrón municipal del INE                 |

## Monumentos
La iglesia conventual de Grañas tiene una gran estructura arquitectónica tanto por fuera como por dentro. La planta de cruz latina y su brazo mayor tiene una longitud de 41 m. Los amplios pórticos separados por gruesas paredes y dos puertas, además de servir para que los feligreses se guarden de la lluvia y del viento, también se utilizaban para reuniones de vecinos y fiestas cuando el tiempo era malo. Aún están rodeados por asientos de piedra.
Existen documentos escritos de la primera mitad de siglo XVII que hacen referencia a la iglesia. En tiempos pasados fue atendida por los Frailes de San Bernardo, que dependían del monasterio de Meira y se regían por la Orden del Císter.

## Festividades
Las festividades que se siguen celebrando son: la de San Antonio, en el primer domingo de julio; el día del patrón, San Mamed, se celebra el 17 de agosto; y el Otoño, en honor de la Virgen del Rosario, en el primer domingo de octubre.